# قسم الطبيب
قسم الطبيب نظم في إعلان جنيف عام 1948 من قبل الرابطة الطبية العالمية.
تم تبنيه من قبل الجمعية العامة للرابطة الطبية العالمية بجنيف، سويسرا في سبتمبر 1948 والمنقحة في الاجتماع الثاني والعشرين للرابطة الطبية العالمية بسيدني، أستراليا، في أغسطس 1968.

## الهدف من قسم الطبيب
القسم يبدو كرد على الأعمال الفظيعة من قبل الأطباء في ألمانيا النازية. يبرز القسم ضرورة ان لا يستخدم الطبيب معرفته الطبية بطريقة مخالفة للقوانين الإنسانية. هذه الوثيقة تم اعتمادها من قبل الرابطة الطبية العالمية قبل ثلاثة أشهر فقط من تبني الجميعية العامة للالأمم المتحدة الإعلان العالمي لحقوق الإنسان عام 1948 الذي يعطي للشخص الامان.
وبناءً على تقاعد الطبيب، قسم الطبيب على التقاعد يتم اقتراحه من أجل المسؤوليات الإخلاقية، النفسية، الاجتماعية والثقافية التي بفترض بالطبيب التحلي بها عند يتخلي طوعياً عن مسؤولياته في الممارسة الطبية الفعلية.

## قسم الطبيب
عندما يتم القبول كعضوا في مهنة الطب يقسم الطبيب علي:
- أن اكرس نفسي بكل قداسة من أجل خدمة البشرية.
- أن أقدم لمعلميني الاحترام والتقدير الذي يستحقوه.
- سامارس مهنتي بضمير ونبالة، صحة مريضي ستكون لها الاعتبار الأول.
- ساحافظ بكل السبل التي امتلكها على الشرف والتقاليد النبيلة لمهنة الطب، زملائي سيكونون اخوتي واخواتي.
- لن ادع اعتبارات الدين أو الجنسية أو العرق أو التوجة السياسي أو المكانة الاجتماعية أو السن أو المرض أو الإعاقة أو الجنس أو أي امر آخر تتدخل بين تادية واجبي ومريضي.
- ساحافظ على أقصى احترام لحياة الإنسان في وقت العمل، ولن استخدم معرفتي الطبية في مخالفة القوانين الإنسانية حتى تحت التهديد.
- سابقى بهذة الوعود بكل قداسة وحرية بشرفي.[3][7]